# Црква Светог великомученика Георгија у Доњем Нерадовцу
Црква Светог великомученика Георгија у Доњем Нерадовцу, насељеном месту на територији града Врања, православни је храм који припада Епархији врањској Српске православне цркве.
Црква посвећена Светом великомученику Георгију подигнута је у време митрополита Пајсија, заузимањем и трудом мештана села Нерадовца и Рибинца. Према напису у новинама Православна Српска Црква у Краљевини Србији (Београд, 1895, стр. 133), црква је подигнута 1867. године. Овај податак не подудара се са натписом изнад јужног улаза, где се каже да је 1871. подигнут и исте године освећен: Овај храм подигнут је 1871. и освећен од стране епископа Пајсија.
У цркви налази се иконостас са 45 икона, из времена настанка цркве.
Обновљена је 1998. године, благословом Епископа врањског Пахомија.